# Tuneserloven
Tuneserloven er en kontroversiel ændring af udlændingeloven, der indskrænker bevægelsesfriheden for personer på tålt ophold, ved at pålægge dem en daglig meldepligt. Ved at overtræde meldepligten kan de idømmes op til ét års fængselsstraf. Loven blev vedtaget i Folketinget 19. december 2008 med et smalt flertal og var en følge af den såkaldte tunesersag.

## Baggrunden
En 36-årige tuneser, som havde været involveret i tunesersagen, opholder sig i Danmark på tålt ophold i Sandholmlejren, men havde lov til at besøge sin familie i Århus. Det fik formiddagsbladet B.T. til at bringe en historie søndag den 9. november, om at tuneseren opholdt sig i Århus kun 10 minutters gang fra Kurt Westergaards hjem. Det skete under finanslovsforhandlingerne, hvilket fik Dansk Folkepartis leder Pia Kjærsgaard til at kræve en særlov, der begrænsede tuneserens bevægelsesfrihed under trussel om afbrydelse af forhandlingerne.. Regeringen tog truslen alvorligt, og flere af dens ledende politikere, bl.a. Lene Espersen (K) og Lars Løkke Rasmussen (V) bakkede op om kravet. Allerede den 13. november blev et lovforslag, L 69, forelagt Folketinget af integrationsminister Birthe Rønn Hornbech (V).

## Udarbejdelsen af lovforslaget
Dagbladet Information bragte 19. december en artikel af Ulrik Dahlin, der på baggrund af aktindsigt i nogle af de relevante dokumenter i sagen, kunne skildre forløbet for udarbejdelsen af loven, og viste at arbejdet blev foretaget med hastværk og mange mulige uafklarede problemstillinger. Det første lovforslag, som embedsmænd i Integrationsministeriet i al hast udarbejdede, omfattede kun den pågældende tuneser. Men få timer efter, at forslaget var blevet forelagt til eftersyn hos andre myndigheder, kom der påbud om, at loven skulle omfatte alle 18 udlændinge på tålt ophold i Danmark, selv om de kun har mindre domme, der ikke gør dem til fare for statens sikkerhed. Lovforslaget indeholdt et krav om, at udlændinge på tålt ophold skal have daglig meldepligt.
Desuden afslørede Informations artikel, at udarbejdelsen af lovforslaget ikke skete som følge af B.T.s artikel om søndagen, men var iværksat tre dage tidligere. Journalist på B.T. Morten Nøhr Mortensen udtalte, at han under arbejdet på artiklen flere gange havde været i telefonisk kontakt med myndighederne, og de var derfor klar over artiklens indhold. I en e-mail som kontorchefen i Integrationsministeriets Udlændingekontor Vibeke Hauberg har skrevet til sine medarbejdere 6. november som vejledning til udarbejdelsen af loven, påpeger hun, at det er en "bunden opgave", hvor resultatet er udarbejdet i forvejen. 
Vicerigspolitichef Hans Viggo Jensen, som er den politichef, der normalt rådgiver i sager om udlændingelovgivning, har skrevet en del håndskrevne noter på det andet udkast af lovforslaget. Hans Viggo Jensen skriver bl.a. om forslaget om daglig meldepligt i stedet for den eksisterende ugentlige meldepligt: "Gruppen af udlændinge på tålt ophold lever med få måske forklarlige undtagelser (psykisk syge og narkomani) i meget høj grad op til den nuværende meldepligt." Ulrik Dahlin mente derfor, at Hans Viggo Jensen ikke anså stramninger for nødvendige. Lovforslaget indeholdt desuden sætningen: "Det ligger i opholdsbegrebet, at den pågældende skal bo på centret og som altovervejende hovedregel skal overnatte i centret hver nat." Denne formulering mente Hans Viggo Jensen dog var for upræcis, da det var uklart, om der i så løse vendinger var grundlag for en straffesag. Sætningen blev dog videreført næsten uændret til det endelige lovforslag. Lovforslaget indeholdt desuden en skærpelse af strafferammen ved udeblivelse fra den førhen daglige meldepligt. Hvor strafferammen før var 4 måneder, skærpedes den til 1 år.
Professor Jens Vedsted-Hansen fra Aarhus Universitet udtalte, efter at have læst gennemgangen af lovforslagets udarbejdelse, at der har været to niveauer i sagen. Et politisk og et juridisk, og det var på det juridiske at det gik galt for "...når man så udvider gruppen til alle tålte udlændinge, fordi så bliver begrundelsen pludselig at sikre deres tilstedeværelse, og det er dybest set meningsløst, når de ikke kan udsendes og ikke er til fare for staten."

## Kritik af lovforslaget
Lovforslaget mødte stærk kritik både fra oppositionen og fra juridiske eksperter. Ved en høring 10. december gav tre indbudte jurister deres vurdering af lovforslaget. Især professor i jura ved Københavns Universitet Henning Koch kritiserede forslaget og kaldte de indgreb, som lovforslaget indeholdt, for "frihedsberøvelse", der var "grundlovsstridigt". Koch citerede fra juristen Alf Ross' værk Dansk statsforfatningsret (1966), som opregner tre forhold, før man kan tale om frihedsberøvelse: "Der skal være påbud om ophold, der skal ske en eftersøgning, hvis påbuddet overtrædes, og endelig skal en overtrædelse straffes." Koch mente således, at disse tre betingelser allerede var opfyldt, idet strafferammen for ikke at overholde meldepligten var fængselstraf. 
Justitsminister Brian Mikkelsen (K) afviste dog kritikken og udtalte, at: "der er ingenting, som foregår i Justitsministeriet, som blot er i nærheden af grundlovsbrud". Han udtalte desuden til Jyllandsposten "Du skal prøve at slå op, hvor mange gange Henning Koch har taget fejl". Udtalelsen fik Henning Koch til at kræve dokumentation af justitsministeren, om hvilke fejl han mente, at han havde begået.  Det samme krav stillede Socialdemokratiets retsordfører Karen Hækkerup, som kaldte Brian Mikkelsens udtalelse "pinlig".  Brian Mikkelsen fastholdt sin udtalelse, men anførte at han ikke havde ment den nedsættende. En lang række jurister afviste dog overfor Dagbladet Information at kunne genkende justitsministerens karakteristik af Henning Koch. Da Brian Mikkelsen blev stillet overfor disse udtalelser, svarede han "Citatet er rigtigt, men rubrikken har jeg ikke noget at gøre med. Men citatet kan ikke læses forkert, jeg svarer klart og tydeligt, at det må man da undersøge. Det er jeg ret indifferent over for. Det er jo godt, at folk blander sig i den offentlige debat, og de må jo sige, hvad de vil." 
Oppositionen var også stærkt kritisk overfor lovforslaget. Morten Østergaard (B) fremsatte forslaget om, at man skulle bryde Folketingets clearingaftale og derved tvinge alle regeringens medlemmer til at stemme for forslaget. mens Naser Khader (I) fremsatte muligheden af at anvende en sjælden brugt paragraf i grundloven, der siger, at underskrifter fra to femtedele af Folketinget kan udsætte behandlingen af en given lov "12 søgnedage", hvilket ville udsætte vedtagelsen til efter nytår.  Men Socialdemokratiets Henrik Dam Kristensen, som i starten havde været velvilligt stillet overfor disse metoder, afviste i sidste øjeblik at være med til at føre disse ud i livet.

## Debatten om lovens grundlovsstridighed
Professor i strafferet ved Aarhus Universitet Gorm Toftegaard Nielsen, som har skrevet en licentiatafhandling om grundloven, fremførte i Dagbladet Information 12. januar 2009 en afvisning af Henning Kochs juridiske kritik af tuneserloven. Gorm Toftegaard Nielsen fremførte at Kochs påstand om, at loven var i strid med mindst ét af de retsstatlige principper der bærer grundlovens §71 er forkert, idet loven i sig selv ikke indeholdt nogen principper i strid med loven.  Principperne, sagde Toftegaard Nielsen, er fortolkninger juristerne selv laver. Dermed tog Koch ikke stilling til hvordan loven ville holde juridisk for en domstol, sagde Toftegaard Nielsen. Toftegaard Nielsen mente ikke at det kan tolkes som frihedsberøvelse at flygtninge på tålt ophold har pligt til at opholde sig på Sandholmlejren om natten, da de har frihed til at opholde sig hvor de vil om dagen. Desuden fremførte han at grundlovens §71 stk. 6 netop tager højde for at der kan gælde andre regler for udlændinge, regler som ifølge Toftegaard-Nielsen er fastsat i Udlændingeloven. Til gengæld fremsatte Toftegaard Nielsen et andet kritikpunkt mod grundlaget for tuneserloven, nemlig at Dansk Folkeparti i deres betænkningsbidrag skriver at den omtalte tuneser ville myrde tegneren Kurt Westergaard. Toftegaard Nielsen fandt det betænkeligt idet tuneseren aldrig er blevet dømt, og Dansk Folkepartis påstand var således kritisabel. Ifølge Toftegaard Nielsen har Kochs påstande om grundlovsbrud skygget for dette kritikpunkt.
Den 13. januar udtalte Henning Koch til Dagbladet Information at han fastholdt kritikken af loven. Koch hævdede at hans kritik ikke vedrørte §71 stk. 6, men derimod §71 stk. 2 som siger at "Frihedsberøvelse kan kun finde sted med hjemmel i loven", og dermed gælder både for danskere og udlændinge. Desuden fremførte han at han ved at tale om retslige principper ikke mente nogen juridisk fortolkning, men netop at baggrunden for loven var baseret på et abstrakt princip. Det var abstrakte retslige principper der lå til grund for tuneserloven, sagde Koch, på samme måde som f.eks. "hvis [...] myndighederne ville frihedsberøve en person, fordi vedkommendes ganske abstrakt blev mistænkt for at være til fare f.eks. for den offentlige sundhed".

## Vedtagelsen
Den 19. december blev loven vedtaget i Folketinget med 59 stemmer for og 51 imod. Straks efter vedtagelsen udtalte integrationsminister Birthe Rønn Hornbech til Ritzau: "Jeg synes, det er rigtigt at ramme alle på tålt ophold. Det er en defineret gruppe. Og så er der flere forskellige former for tålt ophold, men det er rimeligt, at det gælder dem alle. De befinder sig ikke lovligt i landet, men vi kan heller ikke udsende dem".

## Lovens tekst
De vigtigste dele af loven lyder således: 
| Citat | I udlændingeloven, jf. lovbekendtgørelse nr. 808 af 8. juli 2008, som ændret ved § 1, nr. 2, 4 og 5, i lov nr. 431 af 1. juni 2008, foretages følgende ændringer: | Citat |
|       | |       |

| Citat                                   | § 34, stk. 3, affattes således: »Stk. 3. Politiet bestemmer, medmindre særlige grunde taler derimod, at en udlænding, hvis opholdstilladelse efter § 7 eller § 8, stk. 1 eller 2, er bortfaldet, jf. § 32, stk. 1, men som ikke kan udsendes af landet, jf. § 31, og en udlænding, der har fået afslag på en ansøgning om opholdstilladelse efter § 7 eller § 8, stk. 1 eller 2, men som ikke kan udsendes af landet, jf. § 31, skal give møde hos politiet på nærmere angivne tidspunkter med henblik på løbende at sikre, at politiet har kendskab til udlændingens opholdssted.« | Citat |
| Lov om ændring af udlændingeloven, §1.1 | |       |

| Citat                                   | § 42 a, stk. 8, affattes således: »Stk. 8. Udlændingeservice bestemmer, medmindre særlige grunde taler derimod, at en udlænding, hvis opholdstilladelse efter § 7 eller § 8, stk. 1 eller 2, er bortfaldet, jf. § 32, stk. 1, men som ikke kan udsendes af landet, jf. § 31, en udlænding, der har fået afslag på en ansøgning om opholdstilladelse efter § 7 eller § 8, stk. 1 eller 2, men som ikke kan udsendes af landet, jf. § 31, og en udlænding, der er udvist ved endelig dom efter §§ 22-24, og som ikke er varetægtsfængslet efter § 35, skal tage ophold på et bestemt indkvarteringssted for de i stk. 1 og 2 nævnte udlændinge. Stk. 7, 2. pkt., finder tilsvarende anvendelse.« | Citat |
| Lov om ændring af udlændingeloven, §1.3 | |       |

| Citat                                   | I § 42 a indsættes efter stk. 8 som nyt stykke: »Stk. 9. Udlændingeservice skal sikre, at det i fornødent omfang kontrolleres, at en udlænding, som ikke kan udsendes af landet, jf. § 31, og som er pålagt at tage ophold på et bestemt indkvarteringssted, jf. stk. 8, overholder det givne påbud.« | Citat |
| Lov om ændring af udlændingeloven, §1.4 | |       |

## Tuneserlov endnu ikke i kraft
Dagbladet Information meddelte 29. januar 2009 at tuneserloven stadig ikke var sat i kraft. Ingen af udlændingene på tålt ophold i Sandholmlejren var kommet på skærpet opsyn ud over den ugentlige meldepligt som i forvejen var i funktion.  Hvilket undrede DFs retsordfører Peter Skaarup som samme dag krævede en forklaring af integrationsminister Birthe Rønn Hornbech,  og det samme gjorde Venstres integrationsordfører Karen Ellemann.  Der er endnu ikke kommet en redegørelse fra integrationsministeren om sagen.
Senere samme år meddeler selvsamme Information, at 17 ud af de 21, der er på tålt ophold i Sandholmlejren er blevet pålagt møde- og meldepligt, hvilket de selv betegner som utåleligt 

## Videre sagsforløb
Den administrative udvisning af tuneseren Slim Chafra blev den 20. december 2010 underkendt af Østre Landsret, idet retten fandt at de beviser PET fremlagde ikke var tilstrækkelige, samt at den pålagte daglige meldepligt på Sandholmlejrne overtrådte den Europæiske Menneskerettighedskonventions artikel 8 om ret til familieliv. Desuden blev Slim Chafra tildelt en erstatning på 35.000 kr.
Derudover har Elias Karkavandi, en iransk statsborger som også blev ramt af tuneserloven, anlagt sag mod Ministeriet for Flygtninge for at overtræde den Europæiske Menneskerettighedskonvention ved vedtagelsen af loven. Sagen blev indledt ved Østre Landsret den 8. november 2010 og dommen forventes afsagt den 7. november 2011.
Karkavandi tabte sagen i Landsretten, men fik fri proces og medhold i Højesteret (U.2012.2874H), der fastslog, at der ikke var tale om frihedsberøvelse, men derimod et indgreb i hans bevægelsesfrihed, der ikke var proportional med det forhold, han i sin tid var blevet dømt for (som "hashvagt" på Christiania (1½ års fængsel)). Højesteret underkendte derved gyldigheden af udlændingemyndighedernes afgørelser om hhv. melde- og opholdspligt, der blev truffet i 2009. 
Efter Højesterets dom anlagde Karkavandi en ny sag mod staten hvor han påstod sig tilkendt 100.000 kr. i godtgørelse for krænkelsen. Byretten frifandt staten og Karkavandi ankede til Østre Landsret hvor han nedsatte sin påstand til 50.000 kr. Et flertal på to dommere tilkendte ham en godtgørelse på 15.000 kr.